# Eenyn

Algemene structuurformule van een eenyn.

Een eenyn is een organische verbinding die gekenmerkt wordt door de aanwezigheid van zowel een dubbele als een drievoudige binding. De beide onverzadigdheden kunnen daarbij in conjugatie met elkaar staan.
De benaming is een samentrekking van de begrippen alkeen en alkyn.

## Reacties
Een eenyn kan een intramoleculaire cyclisatie ondergaan, de eenyn-metathese:
Deze metathese is een bijzondere variant van de belangrijke alkeenmetathese.